# Tren Blindado

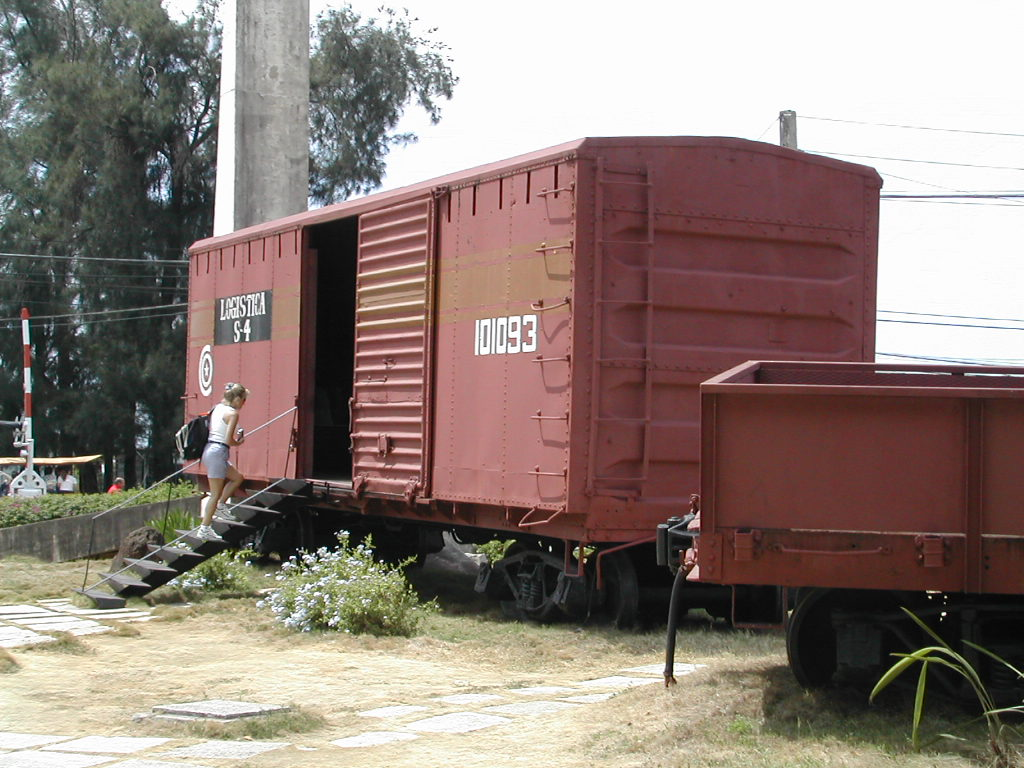

Das Monumento al Tren Blindado (spanisch für „Denkmal des gepanzerten Zuges“) in Santa Clara (Kuba) ist ein nationales Denkmal der kubanischen Revolution. Es wurde in Erinnerung an die Geschehnisse vom 29. Dezember 1958 vom kubanischen Bildhauer José Delarra geschaffen.

## Geschichte
Der gepanzerte Sonderzug verließ Havanna am 23. Dezember 1958 mit zwei Diesellokomotiven und 17 vierachsigen offenen und geschlossenen Güterwagen sowie Mannschaftswagen US-amerikanischer Herkunft, deren Seitenwände mittels Stahlplatten verstärkt waren.
Der Zug, der neben 373 Soldaten noch mit Waffen, Munition und Proviant für zwei Monate voll beladen war, sollte die Wende im Kampf gegen die Revolution und für das Batista-Regime im Osten bringen.
Am nächsten Tag erreichte er Santa Clara und stoppte am Fuße des Hügels Loma del Capiro. Der Kommandeur der Einheit, Oberst Florentino Rosell Leyva (Befehlshaber des Ingenieur-Korps), setzte sich am 26. Dezember 1958 auf einer Privatjacht nach Miami (USA) ab.
Drei Tage später griffen an der Stelle des heutigen Nationalmonuments 18 Guerilleros des Movimiento 26 de Julio unter ihrem Befehlshaber Ernesto Che Guevara den Tren Blindado an. Als die Offiziere den Zug in eine bessere Position umsetzen wollten, zerstörte Guevara 30 Meter Gleise am Bahnübergang mit einem Bulldozer und brachte den Panzerzug zum Entgleisen. Die durch Molotowcocktails erzeugte Hitze zwang die Offiziere um 19 Uhr schließlich zur Kapitulation. Nach dem mehrstündigen Gefecht fielen die Waffen nun in die Hände der Guerilleros. Zahlreiche Soldaten des Zuges verbrüderten sich mit den Rebellen.
Auf die Eroberung des Zuges folgte wenig später auch die Eroberung der Stadt Santa Clara selbst. Es waren die letzten Tage der kubanischen Revolution. Nach dem Fall der Provinzstadt floh Batista am 1. Januar 1959 aus Kuba in die Dominikanische Republik.

## Denkmal
In einer Parkanlage stehen heute vier restaurierte Originalwagen des Zuges direkt neben den wieder in Betrieb befindlichen Gleisanlagen. In den Personenwagen werden historische Fotos, zahlreiche erhaltene Utensilien und Reste der erbeuteten Waffen gezeigt. Auf dem Gelände der Denkmalanlage ist auch der Bulldozer, mit dem der Comandante die Gleisanlagen zerstörte, zu besichtigen.
Mehrere, zum Teil in Strahlen angeordnete Betonformen, symbolisieren nach der Vorstellung des Künstlers den entscheidenden Moment der Explosion einer Sprengladung am Gleisbett. Andere Formen bedecken das Areal um den Zug und symbolisieren die zerstörten Bahnhofsgebäude, zugleich aber auch die damit überwundene verhasste Batista-Diktatur. Inschriften erläutern den Besuchern die historischen Ereignisse.
Das Denkmal kann montags bis sonnabends von 9 bis 17.30 Uhr besichtigt werden.

## Adaption

### Verfilmung
Die Geschehnisse um den Tren Blindado dienten dem 1979 vom Regisseur Richard Lester verfilmten US-Polit-Thriller „Cuba“ als Vorlage. Der Spielfilm trägt in der deutschsprachigen Version den Titel „Explosion in Cuba“.

### Musik
Der Liedermacher Silvio Rodríguez besingt das Geschehen im 1984 erschienenen „El Tren Blindado“. Die 1986 erschienene Doppel-Single „1936 – the spanish revolution“ der niederländischen Punk-Band The Ex enthält ein gleichnamiges Lied.